# ضميمة
الضَّمِيمَة اعتاد علماء العصور الوسطى وصفا على أنه عمر مرحلة من مراحل القمر في يوم 22 مارس؛  في التقويم الميلادي الأحدث يُحسب على أنه عصر القمر الكنسي في 1 يناير. استخدامه الرئيس هو لحساب عيد الفصح المسيحي. وهي تختلف (عادة بمقدار 11 يومًا) من سنة إلى أخرى، بسبب الاختلاف بين السنة الشمسية من 365 أو 366 يومًا والسنة القمرية من 354 أو 355 يومًا.

## التقويم القمري
يمكن أيضًا استخدام الضميمة لربط التواريخ في التقويم القمري بالتواريخ الموجودة في التقويم الشمسي المشترك.
تحتوي السنة التقويمية الشمسية على 365 يومًا (366 يومًا في السنة الكبيسة). السنة التقويمية القمرية لها 12 شهرًا قمريًا والتي تتناوب بين 30 و 29 يوما ليصبح المجموع 354 يومًا (في السنوات الكبيسة يُضاف يوم واحد من الأشهر القمرية؛ لأن السنة القمرية تستمر أكثر من ذلك بقليل35413 يومًا، تظهر سنة كبيسة كل سنتين أو ثلاث بدلاً من كل أربع سنوات.)
إذا بدأت السنة الشمسية والقمرية في نفس اليوم، فإن بداية السنة الشمسية بعد عام واحد هي 11 يومًا بعد بداية السنة القمرية. هذه الأيام الزائدة هي الضميمة، ويجب إضافتها إلى السنة القمرية لإكمال السنة الشمسية؛ أو من المنظور التكميلي تُضام إلى يوم السنة الشمسية لتحديد اليوم في السنة القمرية.
بعد عامين يكون الفارق 22 يومًا وبعد ثلاث سنوات، 33 يومًا. عندما تصل أو تزيد عن 30 يومًا ، يُقحم شهر قمري إضافي الإقحام في التقويم القمري، وتُقلل الضميمة بمقدار 30 أيام.